# Matthias Brzoska
Matthias Brzoska (* 24. Juni 1955) ist ein deutscher Musikwissenschaftler. Er forschte und lehrte an der Folkwang Universität der Künste in Essen.

## Werdegang
Matthias Brzoska studierte Musikwissenschaft in Marburg und Berlin bei Reinhold Brinkmann, Sieghart Döhring und Carl Dahlhaus sowie Französische Philologie bei Hermann Hofer.
1981 bis 1986 war er wissenschaftlicher Mitarbeiter an der Hochschule der Künste in Berlin, promoviert wurde er 1986 an der Technischen Universität Berlin mit einer Dissertation über Franz Schreker. Von 1987 bis 1990 war er in Paris in einem Forschungsprojekt tätig, das von der Deutschen Forschungsgemeinschaft finanziert wurde. 1992 habilitierte er sich an der Universität Bayreuth mit einer Studie über die Idee eines Gesamtkunstwerks.
Anschließend wurde er Professor für Musikwissenschaft an der Folkwang Universität der Künste Essen. Seit 2022 ist er Emeritus. Seine Forschungsschwerpunkte sind Oper, Musik und intertextuelle Beziehungen zwischen Musik und anderen Künsten. Verschiedene Forschungsarbeiten unternahm er gemeinsam mit seiner Frau, der Musikwissenschaftlerin Elisabeth Schmierer.

## Veröffentlichungen
- Schrekers Oper „Der Schatzgräber“ (= Archiv für Musikwissenschaft. Beiheft 27). Steiner-Verlag Wiesbaden, Stuttgart 1988, ISBN 978-3-515-04850-7, (Zugleich: Berlin, Technische Universität, Dissertation, 1986).
- Idee des Gesamtkunstwerks in der Musiknovellistik der Julimonarchie (= Thurnauer Schriften zum Musiktheater. Band 14). Laaber-Verlag, Laaber 1995, ISBN 3-89007-311-5, (Zugleich: Bayreuth, Universität, Habilitationsschrift, 1992).

Als Herausgeber
- mit Elisabeth Schmierer, Susanne Fontaine, Werner Grünzweig: Töne. Farben. Formen. Über Musik und die bildenden Künste. Festschrift Elmar Budde. Laaber-Verlag, Laaber 1995, ISBN 3-89007-314-X, (2., überarbeitete Auflage. ebenda 1998).
- Hector Berlioz: Literarische Werke. Nachdruck der Ausgabe Leipzig 1903 ff., mit einer Einleitung des Herausgebers. 10 Bände. Laaber-Verlag, Laaber 2004, ISBN 3-89007-571-1.
- mit Michael Heinemann: Die Geschichte der Musik. 3 Bände. Laaber-Verlag u. a., Laaber 2004, ISBN 3-89007-591-6.
- mit Hermann Hofer, Nicole Strohmann: Hector Berlioz. Ein Franzose in Deutschland. Laaber-Verlag, Laaber 2005, ISBN 3-89007-600-9.
- Die Geschichte der musikalischen Gattungen. Laaber-Verlag, Laaber 2006, ISBN 3-89007-652-1.
- mit Andreas Jacob, Nicole K. Strohmann (Hrsg.): Giacomo Meyerbeer. Le Prophète. Edition – Konzeption – Rezeption (= Musikwissenschaftliche Publikationen. Band 33). Olms, Hildesheim u. a. 2009, ISBN 978-3-487-14320-0 (Bericht zum Internationalen Kongress, 13.–16. Mai 2007, Folkwang-Hochschule Essen-Werder).